# Fiserv Forum
A Fiserv Forum (stilizálva: fiserv.forum) egy komplexum Milwaukee-ben, Wisconsinban. A Milwaukee Bucks (National Basketball Association) és a Marquette Golden Eagles otthona.
Az építkezéseket 2016. június 18-án kezdték meg és két évvel később fejezték be. 2018. augusztus 26-án nyílt meg a csarnok.

## Története
Ugyan az egyik legjobb csarnok volt, mikor 1988-ban befejezték, a BMO Harris Bradley Center az egyik legöregebb aktív aréna volt a Bucks 2018-as szezonjának végére, csak a Madison Square Garden (New York) és az Oakland Arena (Oakland) idősebbek. A Bradley Centerrel ellentétben a másik kettőt gyakran felújították, az Oakland Arena helyét pedig átvette a Chase Center a 2019–2020-as NBA-szezonra.
A Bucks korábbi tulajdonosa és korábbi szenátor, Herb Kohl ajánlotta fel először az új csarnok megépítését a Bradley Center helyére. Erre végül nem került sor. 2009-ben Wisconsin kormányzója, Jim Doyle 5 millió dollárt ajánlott a Bradley Center felújítására. A Bradley Center vezetői viszont azt mondták, hogy további 18 millió dollárra lenne szükségük.

2013. szeptember 18-án Adam Silver bejárta a csarnokot és azt mondta, hogy több ezer négyzetlábbal kisebb, mint kellene, illetve sok egyéb probléma van a felépítésével. 2014 áprilisában Kohl bejelentette, hogy eladja a csapatot Marc Lasry és Wesley Edens befektetőknek. A szerződés részeként Kohl 100 millió dollárt adott egy új csarnok felépítésére. Nem sokkal később az NBA ultimátumot adott a Bucks-nak, hogy a 2017–2018-as szezon kezdetére legyen új arénájuk, vagy álljanak közel egy új csarnok befejezéséhez vagy a liga meg fogja venni a csapatot a két befektetőtől és eladni azt vagy Las Vegasba vagy Seattlebe. 2015. július 15-én Wisconsin Szenátusa jóváhagyta az aréna felújítását.

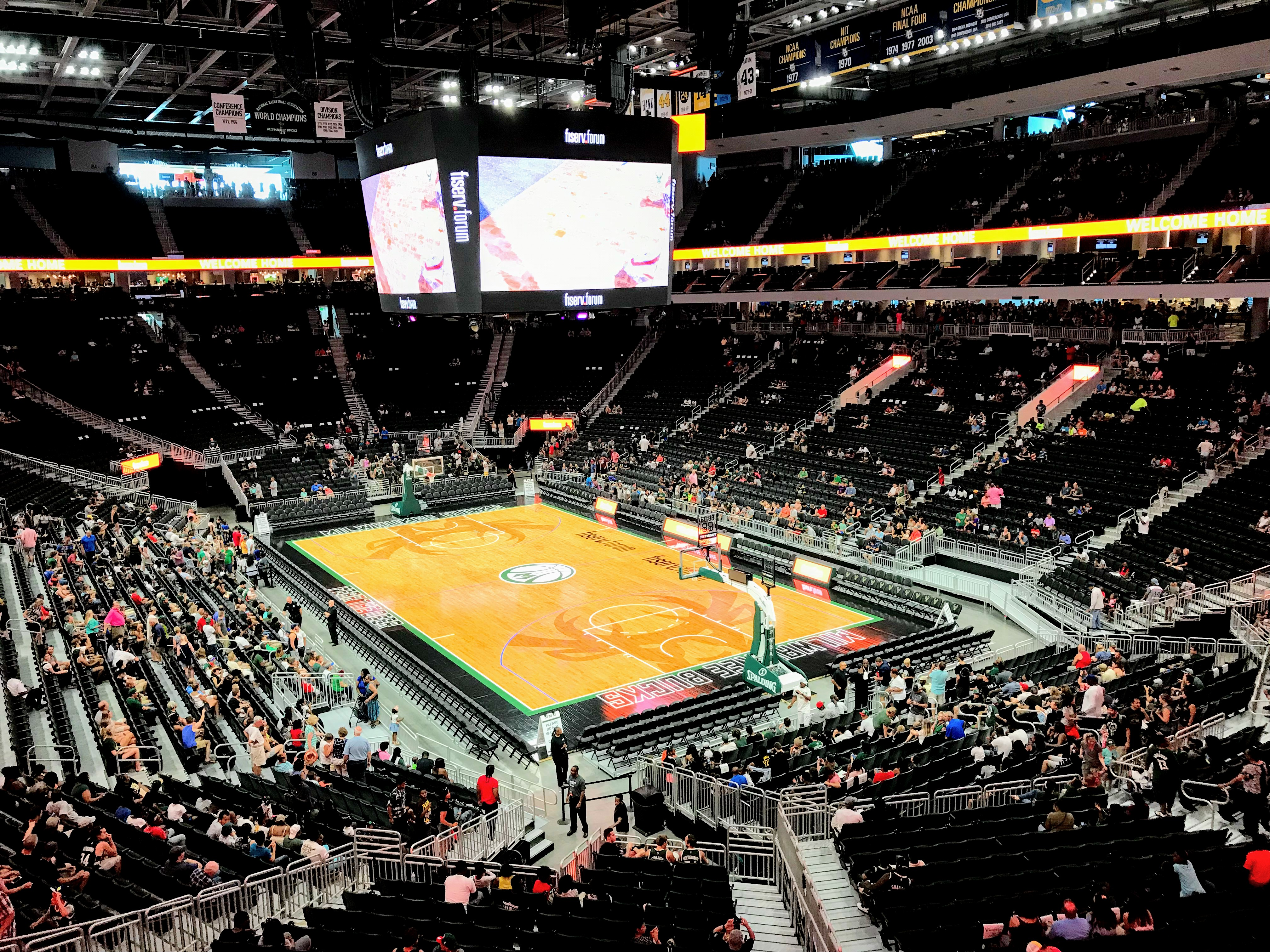
A csarnok belseje.

2016. április 13-án a Bucks aláírt egy 30 éves bérlői szerződést az új csarnokkal. Ezek mellett a Marquette Egyetem is itt játssza hazai mérkőzéseit. Az utóbbi megegyezés 2025-ben jár le, mikor az egyetem eldöntheti, hogy kisebb arénába költözik-e.
Hivatalosan az építkezés 2016. június 18-án kezdődött meg.
2018. július 26-án a Bucka aláírt egy 25 éves szerződést a Fiservvel a csarnok elnevezési jogaiért.
A stadion 2018. augusztus 26-án nyílt meg, a negyedik éves Bucks Block Party részeként. Az első eseményt 2018. szeptember 4-én rendezték, mikor fellépett a The Killers és a Violent Femmes. A Bucks 2018. október 3-án játszotta itt első mérkőzését, a Chicago Bulls ellen. 2019. április 14-én tartották a csapat első rájátszás mérkőzését, mikor a Bucks megverte a Detroit Pistons-t.
2019. december 22-én sorozatban az 50. teltházas mérkőzést tartották a csarnokban, a leghosszabb ilyen sorozat a franchise történetében.
2019. március 11-én bejelentették, hogy itt fogják tartani a 2020-as Demokrata Nemzeti Gyűlést július 13 és 16 között, amelyet később augusztus 17-20-ra áthelyeztek. A Covid19-pandémia miatt végül nem itt lett megrendezve.
2020 februárjában egy héten belül kétszer is megdöntötték a nézettségi rekordot a csarnokban, a Philadelphia 76ers (18,290) és az Oklahoma City Thunder (18,412) ellen.
2024-ben itt került megrendezésre a 2024-es Republikánus Nemzeti Gyűlés.

## Tervezés
A Milwaukee Bucks a terveket egy új arénára és egy szórakoztatóipari körzetre Milwaukee központjában, először 2015 áprilisában mutatta be. A terület a 4. és a 6. utca, illetve a State Street és a McKinley Avenue között található.

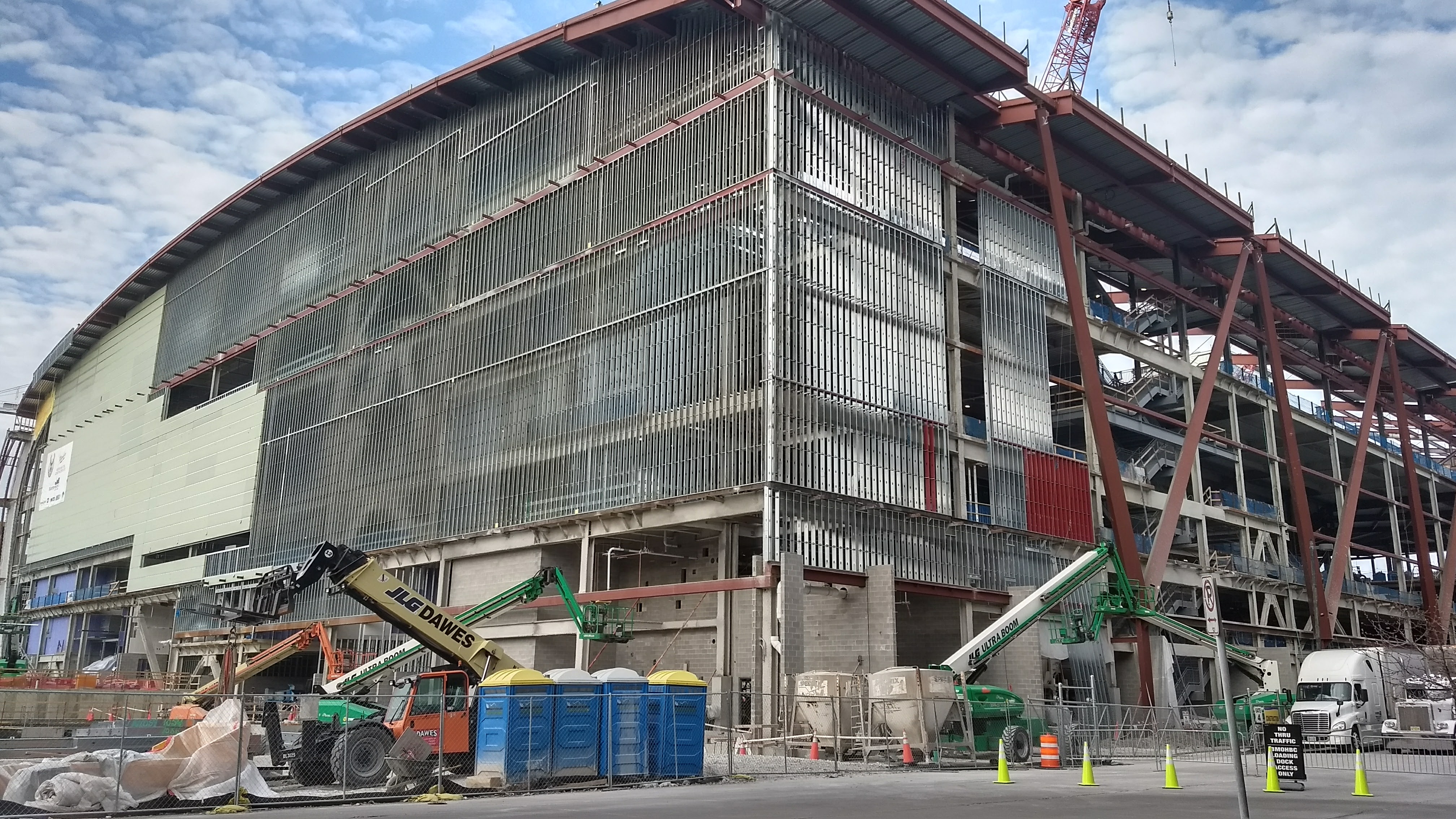
A Fiserv Forum 2017-ben, építése közben.

A Populous és a HNTB, két Kansas City-i cég tervezte meg az arénát, az Eppstein Uhen Architects segítségével. Az első terveken látható volt egy átlátszó homlokzat és hajlított tető, amelyet a közeli Michigan-tó és a Milwaukee folyó inspirált. A csarnok felavatásának napján bemutatták a Herb Kohl Way utcát, a Bucks korábbi tulajdonosának emlékére. A közeli plázán éttermek és sörözők is találhatók, ahol egy kivetítőn lehet sporteseményeket megtekinteni egész évben. 2019 májusában a Bucks bejelentette, hogy a Fiserv Forum egy 30 holdas szórakoztatóközpont központi épülete lesz, amelynek a neve Deer District lesz.
A Fiserv Forum 17,500 főt tud befogadni és vannak luxus lakosztályok is benne.
Kosárlabda mellett NHL/NCAA jégkorongmérkőzéseket is lehet az arénában rendezni. A Disney on Ice mellett az arénában továbbra is meg fogják tudni rendezni a NCAA Frozen Four-t, mint a BMO Harris Bradley Centerben, 1993-ban, 1997-ben és 2006-ban. Az AML-ben játszó Milwaukee Admirals viszont nem itt játssza mérkőzéseit, hanem a UW–Milwaukee Panther Arenában, a 2016–2017-es szezon óta. A Bucks bérlői szerződése szerint a. Panther Aréna bérlőit nem csábíthatják el az új csarnokba.
A Fiserv Forumnak van az NBA-ben a legnagyobb szimmetrikus eredményjelző táblája.